# Trémouille-Saint-Loup

Trémouille-Saint-Loup este o comună în departamentul Puy-de-Dôme, Franța. În 1 ianuarie 2022 avea o populație de 144 de locuitori.